# .bl
.bl és el codi del domini de primer nivell territorial (ccTLD) que s'havia d'assignar a Saint-Barthélemy (Antilles), a partir de la decisió de l'ISO 3166 de 21 de setembre de 2007 de reservar BL com a codi ISO 3166-1 alfa-2 de Saint Barthélemy. Aquesta decisió va ser deguda al nou estatus de Saint Barthélemy com a col·lectivitat d'ultramar de França, que va entrar en vigor el 15 de juliol de 2007. Actualment, Saint Barthélemy utilitza el domini de Guadeloupe, .gp i el de França, .fr.